# Alexandre Falguière
Jean-Alexandre-Joseph Falguière (født 7. september 1831 i Toulouse, død 20. april 1900 i Paris) var en fransk billedhugger og maler.
Han studerede i Paris under Jouffroy, debuterede på salonen 1857 med Ung Theseus (i marmor 1865), opnåede 1859 den store Rom-pris og tiltrak sig på salonen 1864 med bronzefiguren Sejrherren i hanekamp (en nøgen dreng, som sejrsberuset iler hjemad med sin sejrrige hane og sin palme Luxembourgmuseet) almindelig opmærksomhed. Her viser sig allerede hans sjældne evner i retning af livfuldt, energisk fremstillingssæt. Hans følelsesfulde figur Tarcisius (den liggende unge martyr, der stenes, fordi han ikke vil udlevere hostien) skaffede ham 1868 salonens æresmedaille og erhvervedes til Luxembourgmuseet (et eksemplar i gips i Ny Carlsberg Glyptotek). Derefter har han modeleret Dramaet for Paris nye opera (1869), Ægyptisk danserinde (1873), bronzegruppen (1875): en dødstræt fransk mobilgardist, som en schweizisk kvinde tager sig af en allegorisk fremstilling, som byen Toulouse skænkede Schweiz til tak for dets adfærd mod den franske sydarmé 1871), Sankt Vincens af Paula for kirken Sainte Geneviève (1879), statuen Diana (1882, i bronze 1887, i marmor 1891, gipseksemplar i Ny Carlbergs Glyptotek), et arbejde, der er særlig karakteristisk for Falguières kunst: en ypperlig formet, rank og kraftig nøgen kvindefigur, gengivet med hans kunsts hele raffinement og virkelighedstro teknik, men mere en moderne parisisk modelfigur i pikant stilling end en ophøjet gudinde; Jagende nymfe (1885), Musikken (1889), Kvinde med påfugl (1890), Den heroiske poesi, Danseuse (1896) med mere. Falguières naturalisme har naturligt oftere ført ham ind på portrætfaget, i hvilket påvirkningen fra Carpeaux' maleriske stil særlig har gjort sig gældende; han har udført en siddende figur af Corneille for Théâtre français (1872), Lamartines statue for Mâcon, Gambettas i Cahors (1884), mindesmærket for admiral Courbet i Abbeville (1890), portræt af Dubois og Rodin (Ny Carlsbergs Glyptotek) med flere. I sine malerier (Bryderne, Kain og Abel 1876, Susanne, Hylas, Juno [1889] et cetera), i hvilke han med held har fortsat sine studier af det nøgne legeme (han er blevet kaldt poète du déshabillé), går han i Henners spor. I 1882 blev Falguière professor ved École des beaux-arts, næste år medlem af Akademiet. Foruden de alt nævnte værker ejer Ny Carlsberg Glyptotek blandt andet hans statue (i marmor) Ophelia, fremstillet med Christina Nilssons træk.